# Phare de Ponta Nhô Martinho
Le phare de Ponta Nhô Martinho est un phare situé sur le promontoire nommé Ponta Nhô Martinho au sud-ouest de l'île de Brava, l'une des îles du groupe des Sotavento, au Cap-Vert.
Ce phare géré par la Direction de la Marine et des Ports (Direcção Geral de Marinha e Portos ou DGMP) .

## Histoire
Ponta Nhô Martinho est le point le plus méridional du Cap-Vert, il est situé à 4 km au sud de Cachaço et au sud de Nova Sintra dans l'île de Brava. Il n'est pas accessible par la route, mais seulement par bateau du port de Tantum.

## Description
C'est une petite tour carrée blanche de 4 m de hauteur.
Il émet, à une hauteur focale de 29 m, quatre éclats blancs par période de 20 secondes. Sa portée nominale est de 9 milles nautiques (environ 17 km).
Identifiant : ARLHS : CAP-... ; PT-2184 - Amirauté : D2910 - NGA : 113-24240 .

### Lien connexe
- Liste des phares au Cap-Vert